# Sphecodina meridionalis
Sphecodina meridionalis är en fjärilsart som beskrevs av Clayton Dissinger Mell 1922. Sphecodina meridionalis ingår i släktet Sphecodina och familjen svärmare. Inga underarter finns listade i Catalogue of Life.